# Borneojapetus longipes
Borneojapetus longipes is een hooiwagen uit de familie Podoctidae.